# Jordi Diereta
Jordi Diereta (en llatí Georgius Diaereta, en grec antic Γεώργιος Διαιρέτης) fou un monjo d'Alexandria de data incerta, que va publicar una obra anomenada Σχόλια εἰς τὸ Περὶ Εὑρεσεως Ἑρμογένους, en llatí Commentarius ad Hermogenis Libros de Incentione.